# Mangfallgebirge
Mangfallgebirge är en bergskedja i Österrike, på gränsen till Tyskland. Den ligger i den västra delen av landet, 300 km väster om huvudstaden Wien.
Mangfallgebirge sträcker sig 27,1 km i sydostlig-nordvästlig riktning. Den högsta toppen är Hinteres Sonnenwendjoch, 1 960 meter över havet.
Topografiskt ingår följande toppar i Mangfallgebirge:
- Hinteres Sonnenwendjoch
- Kreuzberg
- Schönfeldjoch
- Veitsberg

I omgivningarna runt Mangfallgebirge växer i huvudsak blandskog. Runt Mangfallgebirge är det ganska tätbefolkat, med 100 invånare per kvadratkilometer.